# 麦克斯韦模型
麦克斯韦模型（英語：Maxwell model）是用于描述材料粘弹性的一种模型。麦克斯韦由一个纯弹性的弹簧和一个纯黏性的黏壶（阻尼器）串联而成，其中的弹簧符合胡克定律，用于描述材料的弹性方面性质；而黏壶符合牛顿流体特征，代表黏性方面性质。1867年，詹姆斯·麦克斯韦提出了这一模型，符合这一模型的流体也被称为麦克斯韦流体。如果将弹簧和黏壶并联，则被称为开尔文-沃伊特模型。

## 定义
如下图所示，麦克斯韦模型可以被表示为一个纯黏性的黏壶（阻尼器）和一个纯弹性的弹簧串联而成的结构。按照这一设计，当模型受到轴向应力时，总应力、弹簧上应力和黏壶应力应该相等，而总应变应该等于两者应变之和，即
{\displaystyle \sigma _{\mathrm {Total} }=\sigma _{D}=\sigma _{S}}
{\displaystyle \varepsilon _{\mathrm {Total} }=\varepsilon _{D}+\varepsilon _{S}}
此处的角标D表示黏壶（dashpot）而s表示弹簧（spring）。若将应变对时间求导，并考虑纯弹性弹簧满足胡克定律，纯黏性黏壶为牛顿流体，就可以得到
{\displaystyle {\frac {d\varepsilon _{\mathrm {Total} }}{dt}}={\frac {d\varepsilon _{D}}{dt}}+{\frac {d\varepsilon _{S}}{dt}}={\frac {\sigma }{\eta }}+{\frac {1}{E}}{\frac {d\sigma }{dt}}}
其中 E表示弹性模量而η是材料的黏度。
如果用上点表示变化速率，该式也可以写作
{\displaystyle {\frac {\dot {\sigma }}{E}}+{\frac {\sigma }{\eta }}={\dot {\varepsilon }}}
麦克斯韦模型通常用于小应变的情况，如果应变较大，会形成几何上的非线性关系，需要进行扩展。

## 应力松弛
如果在麦克斯韦模型上施加一个突然的应变，并将该应变保持一段时间，测量其应力变化，就会发现应力随时间增长呈现指数型衰减的特征，这被称为应力松弛。 
The picture shows dependence of dimensionless stress {\displaystyle {\frac {\sigma (t)}{E\varepsilon _{0}}}} 
upon dimensionless time {\displaystyle {\frac {E}{\eta }}t}:
如果我们放开该材料，那么到 {\displaystyle t_{1}}时刻，其中的弹性部分可以完全回复如初，而黏性部分的应变不能完全恢复，可求得此时的应变为：
{\displaystyle \varepsilon _{\mathrm {back} }=-{\frac {\sigma (t_{1})}{E}}=\varepsilon _{0}\exp \left(-{\frac {E}{\eta }}t_{1}\right).}
其中不可恢复的应变为
{\displaystyle \varepsilon _{\mathrm {irreversible} }=\varepsilon _{0}\left(1-\exp \left(-{\frac {E}{\eta }}t_{1}\right)\right).}